# Hādī Beyglū
Hādī Beyglū (persiska: هادی بیگلو) är en ort i Iran.   Den ligger i provinsen Ardabil, i den nordvästra delen av landet, 500 km nordväst om huvudstaden Teheran. Hādī Beyglū ligger 318 meter över havet och antalet invånare är 137.
Terrängen runt Hādī Beyglū är huvudsakligen lite kuperad. Hādī Beyglū ligger nere i en dal. Runt Hādī Beyglū är det ganska tätbefolkat, med 104 invånare per kvadratkilometer. Närmaste större samhälle är Parchīn-e Pā'īn, 13,9 km sydost om Hādī Beyglū. Trakten runt Hādī Beyglū består till största delen av jordbruksmark.